# Olympische Sommerspiele 2020/Teilnehmer (Bahrain)
| Gelbes Symbol für Goldmedaillen mit stilisierten Olympischen Ringen | Graues Symbol für Silbermedaillen mit stilisierten Olympischen Ringen | Braundes Symbol für Bronzemedaillen mit stilisierten Olympischen Ringen |
| ------------------------------------------------------------------- | --------------------------------------------------------------------- | ----------------------------------------------------------------------- |
| —                                                                   | 1                                                                     | —                                                                       |

Bahrain nahm an den Olympischen Spielen 2020 in Tokio mit 33 Sportlern in fünf Sportarten teil. Es war die insgesamt zehnte Teilnahme an Olympischen Sommerspielen.

## Teilnehmer nach Sportarten

### Boxen
| Athleten      | Wettbewerb                  | 1. Runde      | 1. Runde | Achtelfinale  | Achtelfinale  | Viertelfinale | Viertelfinale | Halbfinale    | Halbfinale    | Finale        | Finale        | Rang |
| Athleten      | Wettbewerb                  | Gegner        | Ergebnis | Gegner        | Ergebnis      | Gegner        | Ergebnis      | Gegner        | Ergebnis      | Gegner        | Ergebnis      | Rang |
| ------------- | --------------------------- | ------------- | -------- | ------------- | ------------- | ------------- | ------------- | ------------- | ------------- | ------------- | ------------- | ---- |
| Männer        |                             |               |          |               |               |               |               |               |               |               |               |      |
| Danis Latypow | Superschwergewicht ab 91 kg | M. Abdullayev | 1:3      | ausgeschieden | ausgeschieden | ausgeschieden | ausgeschieden | ausgeschieden | ausgeschieden | ausgeschieden | ausgeschieden | 17   |

### Handball
Die Männer-Handballnationalmannschaft von Bahrain nahm zum ersten Mal an Olympischen Spielen teil.
| Wettbewerb    | Männer (Spiele/Tore) |
| ------------- | --- |
| Athleten      | Husain Mahfoodh (6/0) Ali Eid (6/12) Hasan Ali (6/7) Hasan al-Samahiji (6/7) Mohamed Abdulredha (6/2) Ahmed Fadhul (6/15) Mohamed Ali (6/12) Mohamed Ali (6/0) Bilal Askani (1/0) Ahmed al-Maqabi (6/12) Komail Mahfoodh (0/0) Ali Merza (6/15) Mahdi Habib (5/8) Mohamed Ahmed (6/30) Mohamed Mohamed (6/12) Husain al-Sayyad (6/125) |
| Trainer       | Aron Kristjánsson |
| Gruppenphase  | Schweden (31:32) Portugal (25:26) Dänemark (21:31) Japan (32:30) Ägypten (20:30) |
| Viertelfinale | Frankreich (28:42) |
| Halbfinale    | ausgeschieden |
| Finale        | ausgeschieden |
| Platzierung   | 8. Platz |

### Leichtathletik
Laufen und Gehen 
| Frauen               |                  |              |     |               |               |               |               |               |
| Kalkidan Gezahegne   | 10.000 m         | —            | —   | —             | —             | 29:56,18 min  | 2             | Silber        |
| Aminat Jamal         | 400 m Hürden     | 55,90 s      | 7   | ausgeschieden | ausgeschieden | ausgeschieden | ausgeschieden | ausgeschieden |
| Winfred Mutile Yavi  | 3000 m Hindernis | 9:10,80 min  | 1   | —             | —             | 9:19,74 min   | 10            | 10            |
| Eunice Chumba        | Marathon         | —            | —   | —             | —             | 2:29:36 h     | 7             | 7             |
| Tejitu Daba          | Marathon         | —            | —   | —             | —             | DNF           | DNF           | DNF           |
| Männer               |                  |              |     |               |               |               |               |               |
| Sadik Mikhou         | 1500 m           | DSQ          | DSQ | ausgeschieden | ausgeschieden | ausgeschieden | ausgeschieden | ausgeschieden |
| Birhanu Balew        | 5000 m           | 13:39,42 min | 5   | —             | —             | 13:03,20 min  | 6             | 6             |
| Dawit Fikadu         | 5000 m           | 13:44,03 min | 13  | —             | —             | 13:20,24 min  | 15            | 15            |
| John Koech           | 3000 m Hindernis | DNF          | DNF | —             | —             | ausgeschieden | ausgeschieden | ausgeschieden |
| Alemu Bekele         | Marathon         | —            | —   | —             | —             | DNF           | DNF           | DNF           |
| Shumi Dechasa        | Marathon         | —            | —   | —             | —             | DNF           | DNF           | DNF           |
| El Hassan el-Abbassi | Marathon         | —            | —   | —             | —             | 2:15:56 h     | 25            | 25            |

Springen und Werfen
| Athleten            | Wettbewerb  | Qualifikation | Qualifikation | Finale        | Finale        | Rang |
| Athleten            | Wettbewerb  | Weite/Höhe    | Rang          | Weite/Höhe    | Rang          | Rang |
| ------------------- | ----------- | ------------- | ------------- | ------------- | ------------- | ---- |
| Männer              |             |               |               |               |               |      |
| Abdelrahman Mahmoud | Kugelstoßen | 20,14 m       | 22            | ausgeschieden | ausgeschieden | 22   |

### Schießen
| Athleten       | Wettbewerb | Qualifikation   | Qualifikation | Finale          | Finale        | Rang |
| Athleten       | Wettbewerb | Ringe/ Scheiben | Rang          | Ringe/ Scheiben | Rang          | Rang |
| -------------- | ---------- | --------------- | ------------- | --------------- | ------------- | ---- |
| Frauen         |            |                 |               |                 |               |      |
| Maryam Hassani | Skeet      | 112             | 24            | ausgeschieden   | ausgeschieden | 24   |

### Schwimmen
| Athleten            | Wettbewerb          | Vorlauf | Vorlauf | Halbfinale    | Halbfinale    | Finale        | Finale        | Rang |
| Athleten            | Wettbewerb          | Zeit    | Rang    | Zeit          | Rang          | Zeit          | Rang          | Rang |
| ------------------- | ------------------- | ------- | ------- | ------------- | ------------- | ------------- | ------------- | ---- |
| Frauen              |                     |         |         |               |               |               |               |      |
| Noor Yussuf Abdulla | 50 m Freistil       | 28,87 s | 60      | ausgeschieden | ausgeschieden | ausgeschieden | ausgeschieden | 60   |
| Männer              |                     |         |         |               |               |               |               |      |
| Abdulla Ahmed       | 100 m Schmetterling | DSQ     | –       | ausgeschieden | ausgeschieden | ausgeschieden | ausgeschieden | –    |